# Here I Am (canción de Alexander Klaws)
«Here I Am» (en español: «Aquí estoy») es una canción del cantante alemán Alexander Klaws. Fue escrita y producida por John Reid y Yak Bondy para su segundo álbum, Here I Am (2004). Lanzado como el cuarto y último sencillo del álbum, se convirtió en un éxito moderado, alcanzando el número 19 en la lista de sencillos alemana. 

## Créditos
- Letra y música: John Reid y Yak Bondy
- Productor: Ingo Politz y Brix
- Pregrabación: Bohlen O2 Studios
- Diseño de Arte: Reinsberg
- Fotografía: Sebastian Schmidt
- Distribución: BMG

## Lista de canciones
CD-Maxi Hansa / 19 82876 65428 2 (BMG) / EAN 0828766542820	18.10.2004
1. «Here I Am» (Radio Versión) 3:35
2. «Here I Am» (Unplugged Version) 3:39
3. «Inspiration» 3:43
4. Here I Am (Álbum Instrumental) 4:10
	Extras:
Here I Am (Video) 4:10

## Posicionamiento en listas
| Lista (2004)                          | Máxima posición |
| ------------------------------------- | --------------- |
| Alemania (Offizielle Deutsche Charts) | 19              |
| Austria (Ö3 Austria Top 40)           | 45              |
| Suiza (Schweizer Hitparade)           | 98              |